# Chacophrys pierottii
Chacophrys pierottii е вид жаба от семейство Ceratophryidae. Видът не е застрашен от изчезване.

## Разпространение
Разпространен е в Аржентина, Боливия и Парагвай.